# 분성중학교
분성중학교(盆珹中學校)는 대한민국 경상남도 김해시 삼계동에 위치한 공립 중학교이다.

## 학교 연혁
- 2004년 8월 21일 : 분성중학교 설립 인가
- 2005년 3월 1일 : 개교
- 2005년 3월 1일 : 제1대 이영호 교장 취임
- 2005년 3월 1일 : 경상남도 김해교육청 9학급 인가
- 2005년 3월 5일 : 제1회 입학식(신입생 292명)
- 2008년 2월 15일 : 제1회 졸업식(졸업생 282명)
- 2011년 3월 1일 : 특수학급 1학급 인가
- 2011년 3월 1일 : 경상남도교육 지정 독서교육 연구학교 운영
- 2013년 9월 1일 : 경상남도교육청 지정 자율학교 운영(2013.3.01.~2016.2.29.)
- 2015년 3월 1일 : 경상남도 김해교육지원청 36(1)학급 인가
- 2022년 9월 1일 : 제9대 정영화 교장 취임
- 2023년 2월 8일 : 제16회 졸업식(366명, 누계 6,248명)
- 2023년 3월 2일 : 제19회 입학식(신입생 358명 남 183명, 여 175명)

## 참고 자료
- 분성중학교 - 한국교육학술정보원 학교알리미